# Reikosiella clauda
Reikosiella clauda är en stekelart som först beskrevs av Girault 1915.  Reikosiella clauda ingår i släktet Reikosiella och familjen hoppglanssteklar. Inga underarter finns listade i Catalogue of Life.